# Thin Lizzy
Thin Lizzy és un grup de hard rock irlandès format a Dublín el 1969. El grup originalment va ser liderat pel cantant, baixista i compositor Phil Lynott. Un dels grans èxits del grup és el tema "The Boys Are Back In Town", tot un clàssic de la història del rock.
El crític John Dugan va escriure que mentre la banda cobrava força, Lynott era encara més intel·ligent i profund a l'hora d'escriure les cançons, preferint temes basats en les classes socials, drames d'amor i odi, influït per Bob Dylan, Van Morrison, Bruce Springsteen i per la literatura irlandesa. En una entrevista a Phil Lynott, va assegurar que la seva major influència va ser Van Morrison. La música de la banda va cobrir molt territori, incloent el country i el folk, però generalment se'ls considera com una banda de heavy metal o hard rock.
Encara que bandes anteriors ja usaven tècniques semblants, Thin Lizzy es va caracteritzar per ser una de les primeres bandes de hard rock en utilitzar dues guitarres melòdiques alhora, una tècnica en la qual Wishbone Ash van ser pioners en el Regne Unit, i que per la seva banda també era utilitzada per Lynyrd Skynyrd en els Estats Units. Aquesta tècnica va ser refinada més tard i popularitzada per bandes emergents de la nova onada de heavy metal en el Regne Unit, com Judas Priest i especialment Iron Maiden. Aquests últims particularment han elogiat molt Thin Lizzy al llarg de la seva carrera, fins i tot van tocar una versió de la seva cançó "Massacre". Exemples d'aquest duel de guitarres en harmonia es poden escoltar perfectament en la cançó "The Boys Are Back In Town" i "Cowboy Song" de l'àlbum "Jailbreak".

## Història
El grup va ser fundat a finals de 1969 a Dublín (Irlanda), per Phil Lynott, el guitarrista Eric Bell, l'organista Eric Wrixon i el bateria Brian Downey. Wrixon se separa de la banda el 1970, i cansats de les poques possibilitats d'èxit a Dublín, el grup se'n va anar a Londres el 1971.
Signant un contracte amb Decca Records, el primer èxit de Thin Lizzy va arribar en 1973, amb "Whiskey in the Jar", una versió d'una cançó tradicional irlandesa. Metallica va assolir un èxit encara major amb la seva versió particular d'aquesta cançó continguda en el seu disc Garage INC. de 1998, guanyant fins i tot un Grammy per això el 1999.
No obstant això, el grup inicialment va tenir problemes aconseguint l'èxit amb aquesta cançó, i un decebut Bell va deixar el grup. La seva substitució inicial va ser Gary Moore, al que ja coneixia Lynott anys enrere en la banda Skid Row (no confondre amb la banda estatunidenca de hard rock i heavy metal). Més tard, es van reagrupar i van reclutar a Scott Gorham i Brian Robertson com guitarristes, donant el so definitiu guitarrero a la banda.
Fighting (1975) va ser el seu primer àlbum amb èxit, no obstant això, el seu següent disc, Jailbreak, va ser un èxit total, amb cançons com "Jailbreak" i "The Boys Are Back In Town", el seu major èxit i la seva cançó més recordada.

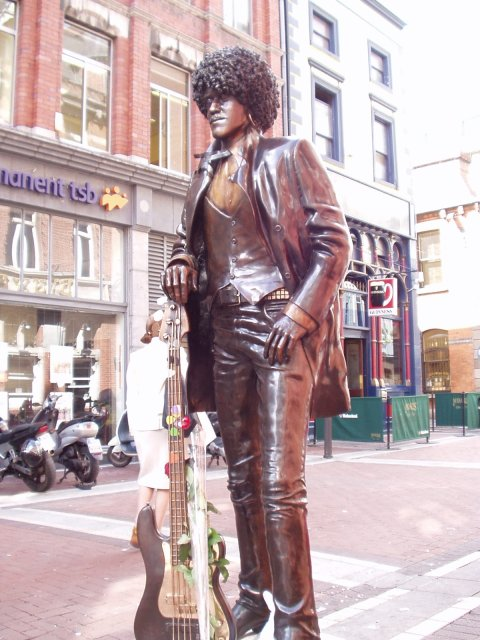
Estàtua de Phil Lynott a Dublín.

Robertson va deixar el grup el 1978, i va ser reemplaçat per Gary Moore. Llavors va haver-hi un relleu de guitarristes, quedant-se amb només tres membres, Lynott, Gorham i Downye. Van mantenir als seus fans, no obstant això Thin Lizzy ja no va aconseguir tants èxits com anys enrere.
Lynott va morir el gener de 1986, víctima de l'abús amb les drogues i l'alcohol. A l'estiu del mateix any, la banda es va reunir donant un concert a Dublín amb Bob Geldof cantant en lloc de Lynott.
Els membres que queden de Thin Lizzy es van tornar a reunir el 1999 per a una gira per Europa i un disc en directe. Tenint una gira al costat de Deep Purple als Estats Units el 2004, Thin Lizzy van estar fins al 2006 tocant pel Regne Unit i Irlanda. Van tornar de gira amb Deep Purple el 2007 pel Regne Unit.

## Origen del nom de la banda
Hi ha almenys tres versions sobre l'origen del nom de Thin Lizzy. No hi ha cap declaració de cap membre de la banda que confirmi res, de manera que tot es queda en simples especulacions.
La versió més popular descriu com el guitarrista Eric Bell, que era fan de John Mayall's Bluesbreakers, va comprar una còpia del còmic "The Dandy" després de veure la portada de "Bluesbreakers with Eric Clapton", en la qual Eric Clapton apareixia llegint un exemplar d'aquesta publicació. Bell es va quedar amb el nom Tin Lizzie, el nom d'un robot, un personatge d'aquest còmic, que va acabar en el nom de la banda, Thin Lizzy.
Una segona versió diu que el nom de la banda va ser agafat del nom amb què es coneixia al cotxe Model T Ford.
I una tercera versió suggerida per Jim Fitzpatrick, que va ser amic de Phil Lynott i va produir els dissenys artístics de la banda, assegura que Phil Lynott va inspirar el nom de la banda després de conèixer a una noia, el nom de la qual era Liz Igoe, i que li va afegir el Tin perquè quedava millor. 

## Membres

### Membres temporals
- Eric Wrixon: Teclat (1969-1970) i va participar en la cançó "The Farmer".
- John Du Cann: Guitarra (1974)
- Andy Gee: Guitarra (1974)
- Midge Ure: Guitarra (1979-1980), va substituir a Gary Moore per a acabar la gira Black Rose.
- Dave Flett: Guitarra (1979), en la cançó "Sarah".
- Mark Nauseef: Bateria (1978), durant la gira a Austràlia el 1978.

## Discografia

### Àlbums
- Thin Lizzy. Decca (Abril 1971)
- Shades Of A Blue Orphanage. Decca (Març 1972)
- Vagabonds Of The Western World. Decca (Setembre 1973)
- Nightlife. Vertigo (Novembre 1974)
- Fighting. Vertigo (Agost 1975) - UK #60
- Jailbreak. Vertigo (Març 1976) - POP #18; UK #10
- Johnny The Fox. Vertigo (Octubre 1976) - POP #52; UK #11
- Bad Reputation. Vertigo (Setembre 1977) - POP #39; UK #4
- Live And Dangerous (en directe). Vertigo (Juny 1978) - POP #84; UK #2
- Black Rose: A Rock Legend. Vertigo (Abril 1979) - POP #81; UK #2
- Solo In Soho. c/Phil LYNOTT. Vertigo (Abril 1980) - UK #28
- Chinatown. Vertigo (Octubre 1980) - POP #120; UK #7
- Adventures Of Thin Lizzy (recopilació). Vertigo (Abril 1981) - UK #6
- Renegade. Vertigo (Novembre 1981) - POP #157; UK #38
- Rocker (1971-1974) (recopilació). Decca (Desembre 1981)
- The Phil Lynott Album. c/Phil LYNOTT. Vertigo (Octubre 1982)
- Thunder And Lightning. Vertigo (Març 1983) - POP #159; UK #4
- Lizzy Killers (recopilació). Vertigo (Març 1983)
- Life (en directe). Vertigo (Novembre 1983) - POP #185; UK #29
- The Boys Are Back In Town (recopilació). Contour (Novembre 1983)
- The Collection (recopilació). Castle (Novembre 1985)
- Whiskey In The Jar (recopilació). Karussell Gold (Novembre 1985)
- Whiskey In The Jar (recopilació). Contour (Abril 1986)
- The Best Of Phil Lynott And Thin Lizzy: Soldier Of Fortune (recopilació). Telstar (Novembre 1987) - UK #55
- Lizzy Lives (1976-84 (recopilació). Grand Slam (Juny 1989)
- Dedication: The Very Best of Thin Lizzy (recopilació). Vertigo (Febrer 1991) - UK #8
- BBC Radio One Live In Concert (en directe). Windsong (Octubre 1992)
- The Peel Sessions (en directe). Strange Fruit (Novembre 1994)
- Wild One: The Very Best Of Thin Lizzy (recopilació). Polygram (Gener 1996) - UK #18
- Whiskey In The Jar (album) (recopilació). Spectrum (Març 1996)
- Boys Are Back In Town: Live in Australia (en directe). Nippon Crown (Desembre 1999)
- One Night Only (en directe). CMC International (Juny 2000)
- Vagabonds, Kings, Warriors, Angels (recopilació 4xcd). Universal (Gener 2002)
- Greatest Hits (recopilació 2xcd). Universal (Juny 2004) - UK #3
- The Definitive Collection: Thin Lizzy (recopilació). Mercury (Juny 2006)

### Senzills
A la llista apareix el número que va arribar en les llistes de vendes dels països que apareixen a la taula. RU: Regne Unit, EUA: Estats Units, IRL: Irlanda, ALE: Alemanya.
| Data      | Cara A / Cara B                                                                                         | RU | EUA | IRL | ALE |
| --------- | --- | -- | --- | --- | --- |
| 1970      | "The Farmer / I Need You"                                                                               | -  |     | -   |     |
| Ago 1971  | "New Day E.P." [Things Ain't Working Out Down In The Farm, Remembering pt.II, Old Moon Madness, Dublin] | -  |     |     |     |
| Nov 1972  | "Whiskey In The Jar / Black Boys In The Corner"                                                         | 6  |     | 1   | 7   |
| Maig 1973 | "Randolph's Tango / Broken Dreams"                                                                      | -  |     | 14  |     |
| Nov 1973  | "The Rocker / Here I Go Again"                                                                          | -  |     | 11  |     |
| Abr 1974  | "Little Darling / Buffalo Girl"                                                                         | -  |     | -   |     |
| Oct 1974  | "Philomena / Sha La La"                                                                                 | -  |     | -   |     |
| Gen 1975  | "Showdown / Night Life"                                                                                 |    | -   |     |     |
| Jun 1975  | "Rosalie / Half Castle"                                                                                 | -  |     | -   |     |
| Oct 1975  | "Wild One / For Those Who Love To Die"                                                                  | -  |     |     |     |
| Nov 1975  | "Wild One / Freedom Song"                                                                               |    | -   |     |     |
| Abr 1976  | "The Boys Are Back In Town / Emerald"                                                                   | 8  |     | 1   |     |
| Abr 1976  | "The Boys Are Back In Town / Jailbreak"                                                                 |    | 12  |     |     |
| Jul 1976  | "Jailbreak / Running Back"                                                                              | 31 |     |     |     |
| Set 1976  | "Cowboy Song / Angel From The Coast"                                                                    |    | 77  |     |     |
| Nov 1976  | "Rocky / Half-Caste"                                                                                    | -  |     | -   |     |
| Gen 1977  | "Don't Believe A Word / Old Flame"                                                                      | 12 |     | 2   |     |
| Gen 1977  | "Johnny The Fox Meets Jimmy The Weed / Old Flame"                                                       |    | -   |     |     |
| Ago 1977  | "Dancin' In The Moonlight / Bad Reputation"                                                             | 14 |     | 4   |     |
| Abr 1978  | "Rosalie; Cowboy's Song (medley en vivo) / Me And The Boys"                                             | 20 |     | 14  |     |
| Jul 1978  | "Cowboy Song / Johnny The Fox Meets Jimmy The Weed"                                                     |    | -   |     |     |
| Feb 1979  | "Waiting For An Alibi / With Love"                                                                      | 9  |     | 6   |     |
| Jun 1979  | "Do Anything You Want To / Just The Two Of Us"                                                          | 14 |     | 25  |     |
| Jun 1979  | "Do Anything You Want To / S & M"                                                                       |    | -   |     |     |
| Ago 1979  | "Things Ain't Working Out Down In The Farm / The Rocker / Little Darlin' "                              | -  |     |     |     |
| Set 1979  | "Sarah / Got To Give It Up"                                                                             | 24 |     | 26  | 5   |
| Set 1979  | "With Love / Got To Give It Up"                                                                         |    | -   |     |     |
| Maig 1980 | "Chinatown / Sugar Blues"                                                                               | 21 |     | 12  |     |
| Set 1980  | "Killer On The Loose / Don't Play Around"                                                               | 10 |     | 5   |     |
| Oct 1980  | "Killer On The Loose / Sugar Blues"                                                                     |    | -   |     |     |
| 1980      | "Hey You"                                                                                               |    |     | -   |     |
| Feb 1981  | "We Will Be Strong / Sweetheart"                                                                        |    | -   |     |     |
| 1981      | "Are You Ready"                                                                                         |    |     | -   |     |
| Abr 1981  | "Live Killers E.P." (en directe) [Are You Ready, Opium Trail, Dear Miss Lonely Heart, Bad Reputation]   | 19 |     | 11  |     |
| Jul 1981  | "Trouble Boys / Memory Pain"                                                                            | 53 |     | 30  |     |
| Feb 1982  | "Hollywood (Down On Your Luck) / The Pressure Will Blow"                                                | 53 |     |     |     |
| Feb 1983  | "Cold Sweat / Bad Habits / Don't Believe A Word (en directe) / Angel Of Death (en vivo)"                | 27 |     | 23  |     |
| Abr 1983  | "Thunder And Lightning / Still In Love With You (en vivo)"                                              | 39 |     | 22  |     |
| Jul 1983  | "The Sun Goes Down (remix) / Baby Please Don't Go"                                                      | 52 |     |     |     |
| Gen 1991  | "Dedication / Cold Sweat"                                                                               | 35 |     | 2   |     |